# Obřany (přírodní rezervace)
Obřany je název přírodní rezervace v lokalitě Chvalčov v okrese Kroměříž, která leží uvnitř přírodního parku Hostýnské vrchy. Chráněné území je v péči Krajského úřadu Zlínského kraje.

## Předmět ochrany
Důvodem ochrany jsou skalnaté svahy se suťovým porostem, lokalita krtičníku jarního. Na území přírodní rezervace se nachází zbytky hradu Obřany.